# New People’s Party
Die New People’s Party, kurz NPP (chinesisch 新民黨 / 新民党 – „Neue Volkspartei“), ist eine pro-chinesische politische Partei in der Sonderverwaltungszone Hongkong mit konservativer Ausrichtung. Mit 2 Sitzen im Legislative Council und 13 Sitzen in den District Councils bis 2019 stellte die NPP eine der kleineren Parteien Hongkongs dar. Bei den Kommunalwahlen in Hongkong 2019 verlor die Partei sämtliche Sitze in den Bezirksvertretungen.

## Geschichte
Die Partei wurde im Januar 2011 von Regina Ip, welche als Secretary for Security of Hong Kong zwischen 1998 und 2003, sowie als Mitglied des Legislative Councils seit 2008 amtierte, gegründet. Im Februar 2014 einigte sich die Partei mit einer anderen pro-chinesischen Partei Civil Force auf die Bildung einer politischen Allianz. Der Vorsitzende von Civil Force Pun Kwok-shan wurde zum stellvertretenden Vorsitzenden der New People’s Party ernannt.
Im Zuge der Wahl zum Chief Executive of Hong Kong 2017, in der auch Regina Ip erfolglos um Unterstützung warb, wurde der Partei eine zu enge Bindung an die Regierung in der Volksrepublik China vorgeworfen. Dies führte dazu, dass mehrere Politiker einschließlich des stellvertretenden Parteivorsitzenden Michael Tien die Partei verließen. Auch im Zuge der Proteste in Hongkong 2019 verließen mehrere Politiker die Partei.
Nachdem die Partei bei den Kommunalwahlen in Hongkong 2019 sämtliche Sitze in den Bezirksvertretungen verloren hatte, wurde ihre Gründerin Regina Ip auf offener Straße zum Opfer von Spott und Häme aufgrund des schlechten Abschneidens bei der Wahl während der seit Monaten anhaltenden Proteste in Hongkong.

## Position
Die NPP unterstützt die Zentralregierung Chinas und steht hinter dem Prinzip „Ein Land, zwei Systeme“, welches die Zugehörigkeit Hongkongs zur kommunistischen Volksrepublik China auf der einen Seite und das liberaldemokratische System Hongkongs vereint. Als Partner sieht die NPP die größere pro-chinesische Democratic Alliance for the Betterment and Progress of Hong Kong.

## Wahlergebnisse
Bei den Wahlen zum Hongkonger Legislativrat 2012 erhielt die Partei 3,76 % der Stimmen und 2 Mandate. Vier Jahre später konnte man sich auf 7,73 % erheblich steigern. Dies gilt nicht zuletzt als Ergebnis der Allianz mit Civil Force. So erhielt die NPP 3 Mandate im neugewählten Legislativrat.
Bei den Kommunalwahlen in Hongkong 2011 erreichte die Partei 1,32 % der Wählerstimmen und 4 Sitze. 2015 bekam die NPP 5,24 % und 25 Sitze in den Bezirksparlamenten. 2019 schließlich stürzte die Partei 2,73 % der Wählerstimmen ab und konnte keinen Sitz mehr erreichen.